# Coppa del Baltico 1937
L'edizione 1937 della Coppa del Baltico fu la nona del torneo e fu vinta dalla Lettonia, giunta al suo quinto titolo.

## Formula
Il torneo fu disputato su un girone con gare di sola andata giocate tutte a Kaunas nel giro di tre giorni: erano assegnati due punti alla vittoria, uno al pareggio e zero alla sconfitta. Per la prima volta fu necessario un quarto incontro, come spareggio tra la Lettonia e l'Estonia (giunte prime a pari merito dopo i tre incontri). Tale gara fu disputata due giorni dopo.
L'ulteriore particolarità di questo torneo sta nel fatto che la prima gara (quella tra la Lettonia e la Lituania) era valida anche per le Qualificazioni al campionato mondiale di calcio 1938.

## Classifica finale
| Pos. | Squadra  | Pt | G | V | N | P | GF | GS | DR |
| ---- | -------- | -- | - | - | - | - | -- | -- | -- |
| 1.   | Lettonia | 3  | 2 | 1 | 1 | 0 | 6  | 2  | +4 |
| 1.   | Estonia  | 3  | 2 | 1 | 1 | 0 | 5  | 1  | +4 |
| 3.   | Lituania | 0  | 2 | 0 | 0 | 2 | 1  | 9  | -8 |

## Risultati
| Arbitro: | Hans Frankenstein |

|               |           |                                                        |
| Paulionis 72’ | Marcatori | 4’, 45’ (rig.) Kaņeps 11’, 30’ Borduško 75’ Vestermans |

| Arbitro: | Hans Frankenstein |

|             |           |                |
| Kuremaa 68’ | Marcatori | 35’ Vestermans |

| Arbitro: | Hans Frankenstein |

|  |           |                                                     |
|  | Marcatori | 3’, 50’ Siimenson 22’ Heinrich Uukkivi 37’ Sillandi |

### Spareggio per il titolo
| Arbitro: | Hans Frankenstein |

|  |           |                            |
|  | Marcatori | 11’ Rozītis 19’ Vestermans |